# Cuevas de San Marcos
Cuevas de San Marcos é um município da Espanha na província de Málaga, comunidade autónoma da Andaluzia, de área 37 km² com população de 4048 habitantes (2004) e densidade populacional de 107,93 hab/km².

## Demografia
| Variação demográfica do município entre 1991 e 2004 | Variação demográfica do município entre 1991 e 2004 | Variação demográfica do município entre 1991 e 2004 | Variação demográfica do município entre 1991 e 2004 |
| --------------------------------------------------- | --------------------------------------------------- | --------------------------------------------------- | --------------------------------------------------- |
| 1991                                                | 1996                                                | 2001                                                | 2004                                                |
| 4081                                                | 4079                                                | 3988                                                | 3973                                                |